# Vörös futómadár
A vörös futómadár (Cursorius rufus) a madarak osztályának lilealakúak (Charadriiformes) rendjébe, ezen belül a székicsérfélék (Glareolidae) családjába tartozó faj.

## Rendszerezése
A fajt John Gould angol ornitológus írta le 1837-ben.

## Előfordulása
Afrika déli részén, Angola, a Dél-afrikai Köztársaság, Botswana, Lesotho és Namíbia területén honos. Természetes élőhelyei a szubtrópusi és trópusi sivatagok, füves puszták és cserjések, víz környékén, valamint legelők. Állandó, nem vonuló faj.

## Megjelenése
Testhossza 22 centiméter. Tollazatára a vörösesbarna szín a jellemző, ami jó rejtőszín a talajon.  Karcsú teste van.
|  |

## Életmódja
A lilékhez hasonlóan futva, megállva keresgéli rovarokból  álló táplálékát, de a magvakat is megeszi.

## Szaporodása
Talajon a földbe kapart mélyedésbe rakja fészkét. A fiókák fészekhagyók, de a szülők még a fészek elhagyása után is táplálják őket.

## Természetvédelmi helyzete
Az elterjedési területe rendkívül nagy, egyedszáma ugyan csökken, de még nem éri el a kritikus szintet. A Természetvédelmi Világszövetség Vörös listáján nem fenyegetett fajként szerepel.